# Wú Chéng'ēn
Wu Cheng'en (吳承恩T, 吴承恩S, Wú Chéng'ēnP, Wu Ch'eng-enW; Huai'an, 1504 – Huai'an, 1582) è stato uno scrittore cinese della dinastia Ming.

## Biografia
Nacque a Huai'an, nella attuale provincia di Jiangsu, figlio di un mercante che gli diede un'educazione confuciana e lo fece studiare per più di dieci anni all'Università Imperiale di Nanchino (ora Università di Nanchino). Sembra che abbia lavorato come tutore di un principe, e che abbia tentato più volte l'esame di stato come funzionario, con scarsi risultati; solo in tarda età gli sarebbe stato assegnato un incarico secondario, e dopo poco sarebbe stato accusato di corruzione, il che lo avrebbe spinto ad abbandonare la carriera pubblica, anche una volta dimostrata la propria innocenza.

## Opere

### Il capolavoro
È considerato l'autore di Il viaggio in Occidente, uno dei quattro grandi romanzi classici della letteratura classica cinese, ma l'attribuzione è molto discussa, soprattutto considerando il valore delle altre sue opere; è vero che lo scrittore in queste altre opere, dimostra un certo gusto per il grottesco e il fantasioso, ma è anche vero che,  se non fosse per quello che è considerato il suo capolavoro, sarebbe classificato come un autore secondario. Il romanzo fu pubblicato anonimo, e un'attribuzione sicura è pressoché impossibile.

### Altre
Oltre al Viaggio in Occidente, Wu ha scritto numerose poesie e racconti, tra cui il romanzo Yuding Animals, anche se la maggior parte sono andati perduti. Alcuni dei suoi lavori sono sopravvissuti perché, dopo la sua morte, un membro della famiglia ha raccolto il maggior numero possibile di suoi manoscritti in una compilazione in quattro volumi, dal titolo Manoscritti superstiti del Sig. Sheyang. Alcune delle sue poesie sono state poi inserite in moderne antologie

## Edizione
- Wu Cheng'en, Il viaggio in Occidente, traduzione di Serafino Balduzzi, a cura di Serafino Balduzzi, Volume 1 - Integrale, Milano, Luni, 2013,  pp. 928 p., ISBN 978-88-96782-42-2.
- Wu Cheng'en, Il viaggio in Occidente, traduzione di Serafino Balduzzi, a cura di Serafino Balduzzi, Volume 2 - Integrale, Milano, Luni, 2013,  pp. 922 p., ISBN 978-88-96782-43-9.